# فرناند كورمون
فرناند كورمون (24 ديسمبر 1845 - 20 مارس 1924) كان رسامًا فرنسيا من مواليد باريس. تتلمذ على يد ألكسندر كابانيل، ويوجين فرومنتين، وجان فرانسوا بورتايلز، وأصبح من أبرز الرسامين المتخصصين في اللوحات التاريخية في فرنسا الحديثة. 

## سيرة
والده الكاتب المسرحي يوجين كورمون و كانت والدته شارلوت فورايس ، الممثلة.
في سن مبكرة، لفت فرناند كورمون الأنظار بأسلوبه الفني المميز، حيث تميزت أعماله بطاقة ملموسة وإثارة واضحة. ورغم أن فرشاته القوية ركزت لفترة على مشاهد العنف وسفك الدماء، كما في جريمة القتل في السراي (1868) وموت رافانا، ملك لانكا (المحفوظ في متحف تولوز)، فقد تنوعت إبداعاته لاحقًا. يعرض متحف أورسيه عمله قابيل يهرب من لعنة يهوه، كما أنجز سلسلة من اللوحات بالخط الرمادي لبلدية الدائرة الرابعة في باريس، تناولت موضوعات مثل الميلاد، والموت، والزواج، والحرب. بالإضافة إلى ذلك، عمل على جنازة أحد الزعماء، وكرّس سنوات عدة لإنتاج سلسلة لوحات ضخمة لمتحف التاريخ الطبيعي في باريس، تصور مشاهد من العصر الحجري. نال وسام جوقة الشرف عام 1880، ووسع نطاق أعماله لاحقًا ليشمل رسم البورتريه. 
نال فرناند كورمون استحسانًا كبيرًا في الصالون السنوي، وأدار في ثمانينيات القرن التاسع عشر مدرسة للفنون عُرفت بـ"أتيليه كورمون"، حيث سعى إلى توجيه طلابه لإنتاج لوحات تلائم معايير لجنة تحكيم الصالون. ومع ذلك، لم يتمكن من تحقيق هذا الهدف مع بعض تلاميذه، مثل هنري دي تولوز لوتريك، ولويس أنكيتين، ويوجين بوش، وبول تامبييه، وإميل برنارد، وفينسنت فان جوخ. ومن بين طلابه الآخرين ألفونس أوسبيرت، وماريوس بورجود، وثيودور بالادي، وشاييم سوتين، بالإضافة إلى الرسام الأسترالي جون راسل.
على الرغم من لحظة مجده كأستاذ للفنون الجميلة، إلا أنه كاد أن يُنسى سنة 1924 عندما دهسته سيارة أجرة خارج مرسمه، ولا يُذكر اليوم إلا كمعلم لتلاميذ أكثر شهرة منه.

## لوحات مختارة

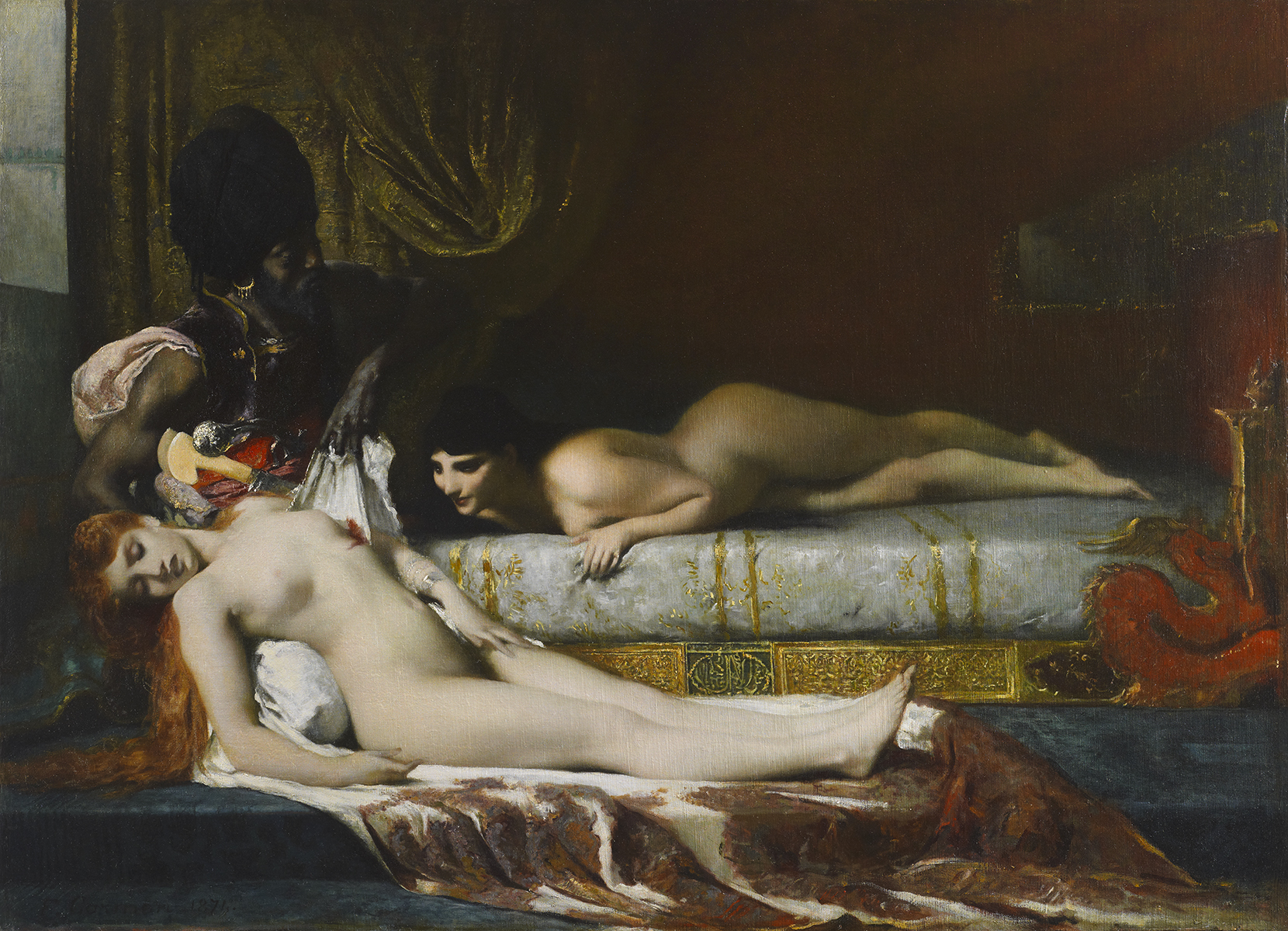
جريمة قتل في السراي (1874)
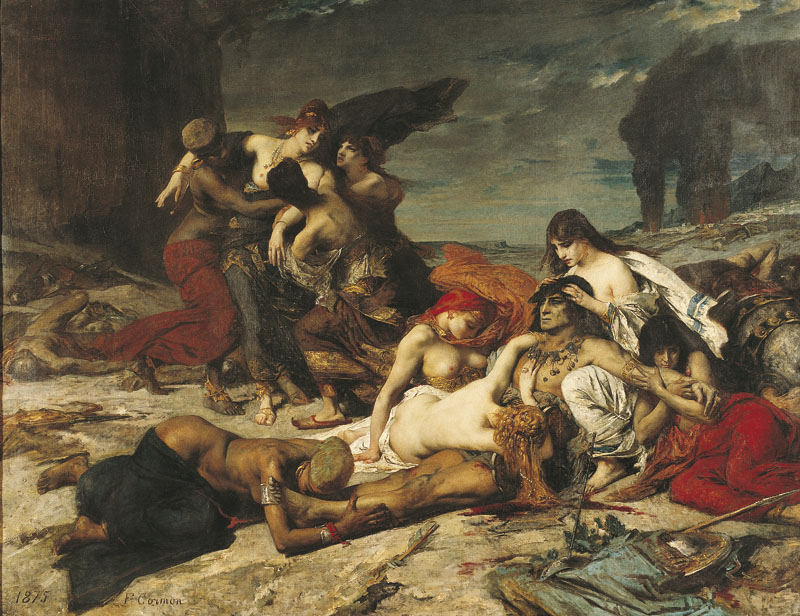
وفاة رافانا ملك لانكا (1875)
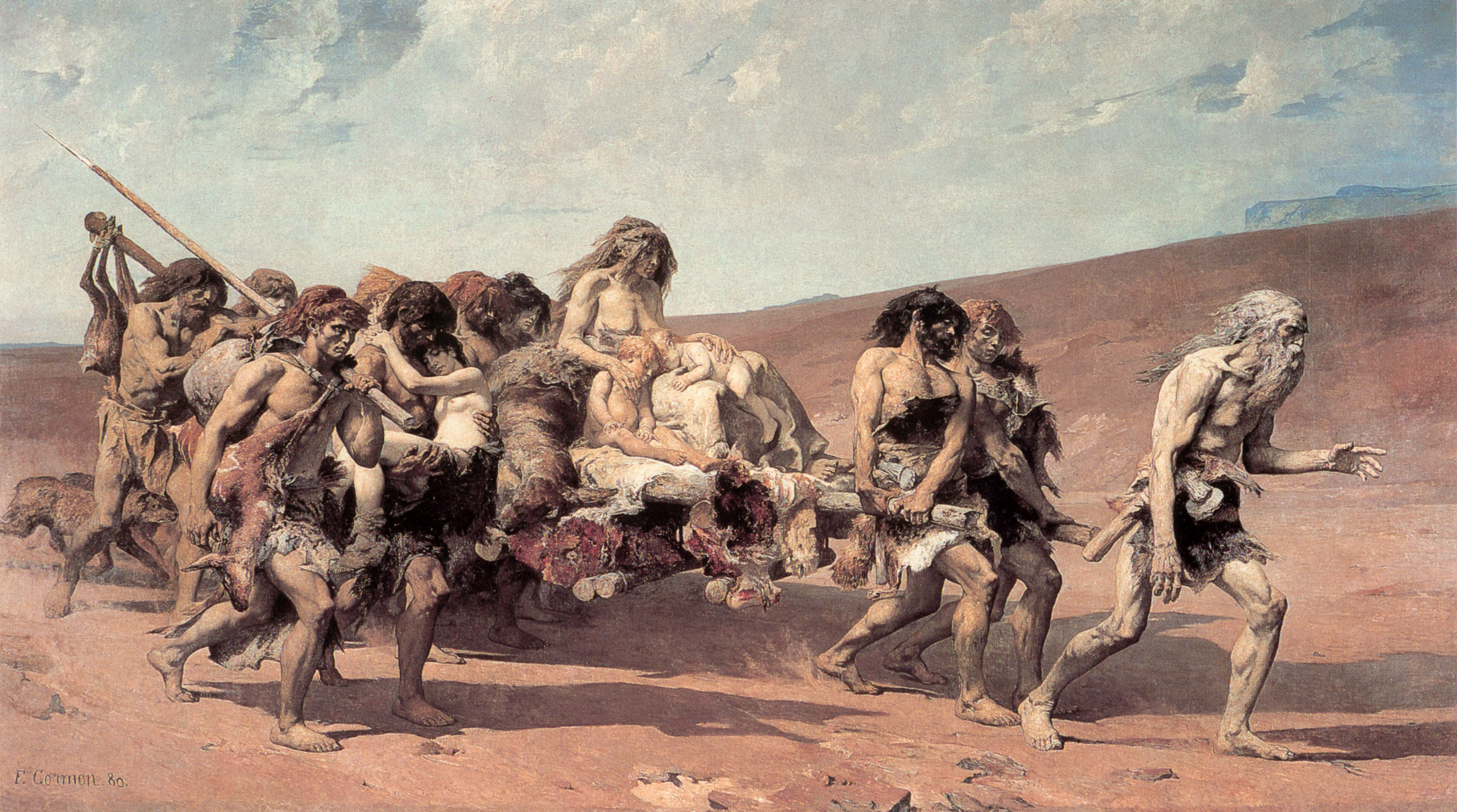
قابيل يهرب أمام لعنة يهوه (1880)
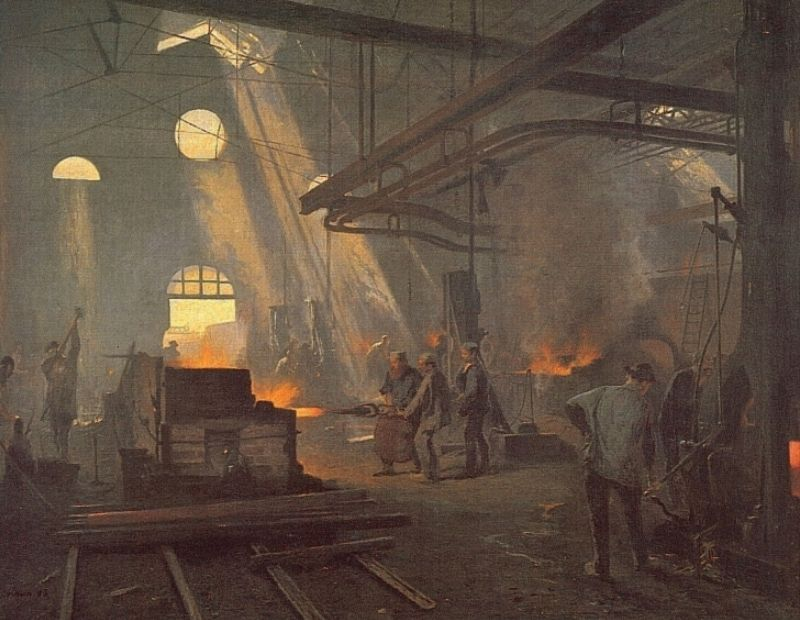
حدادة (1894)
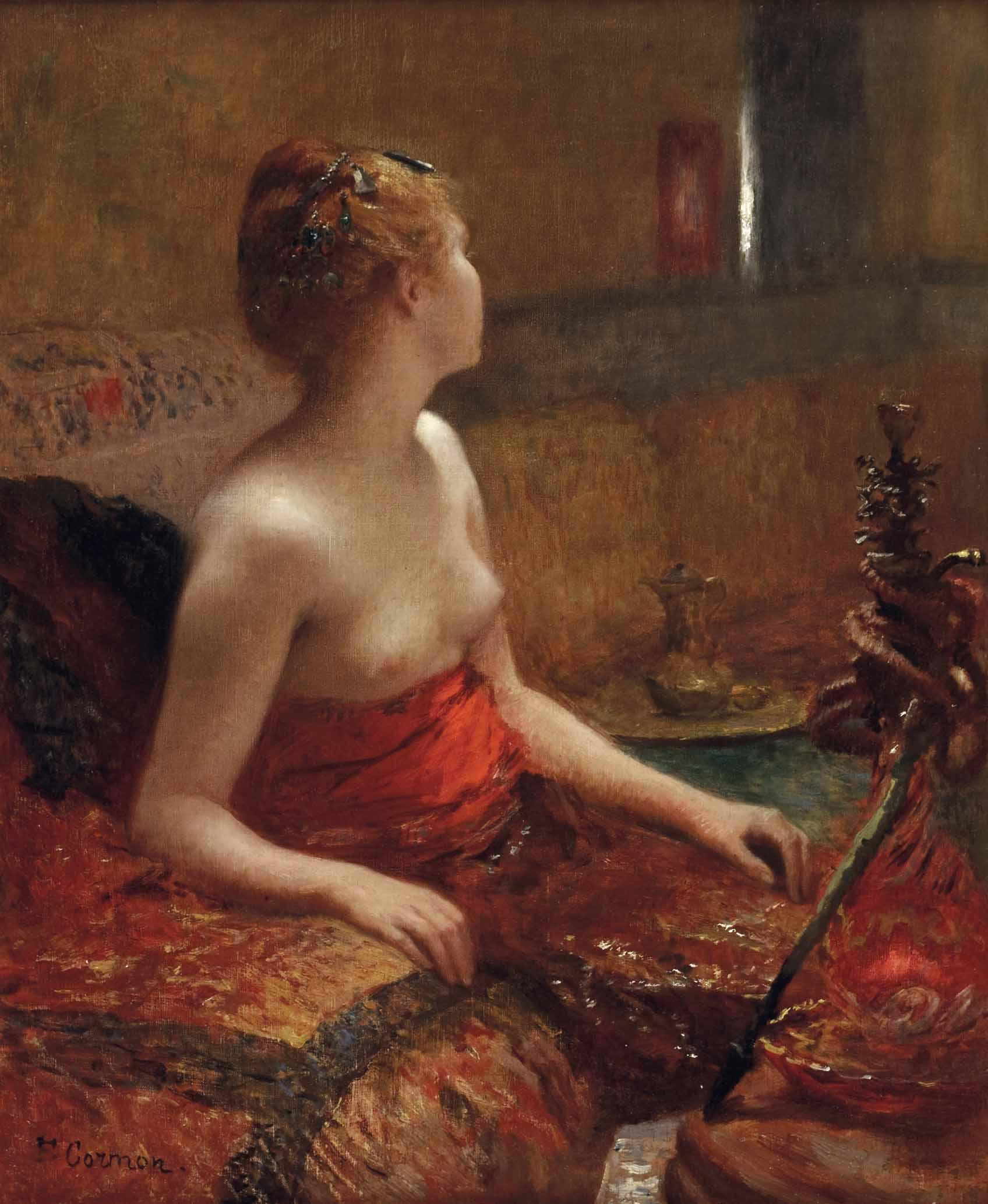
التوقع (تاريخ غير معروف)
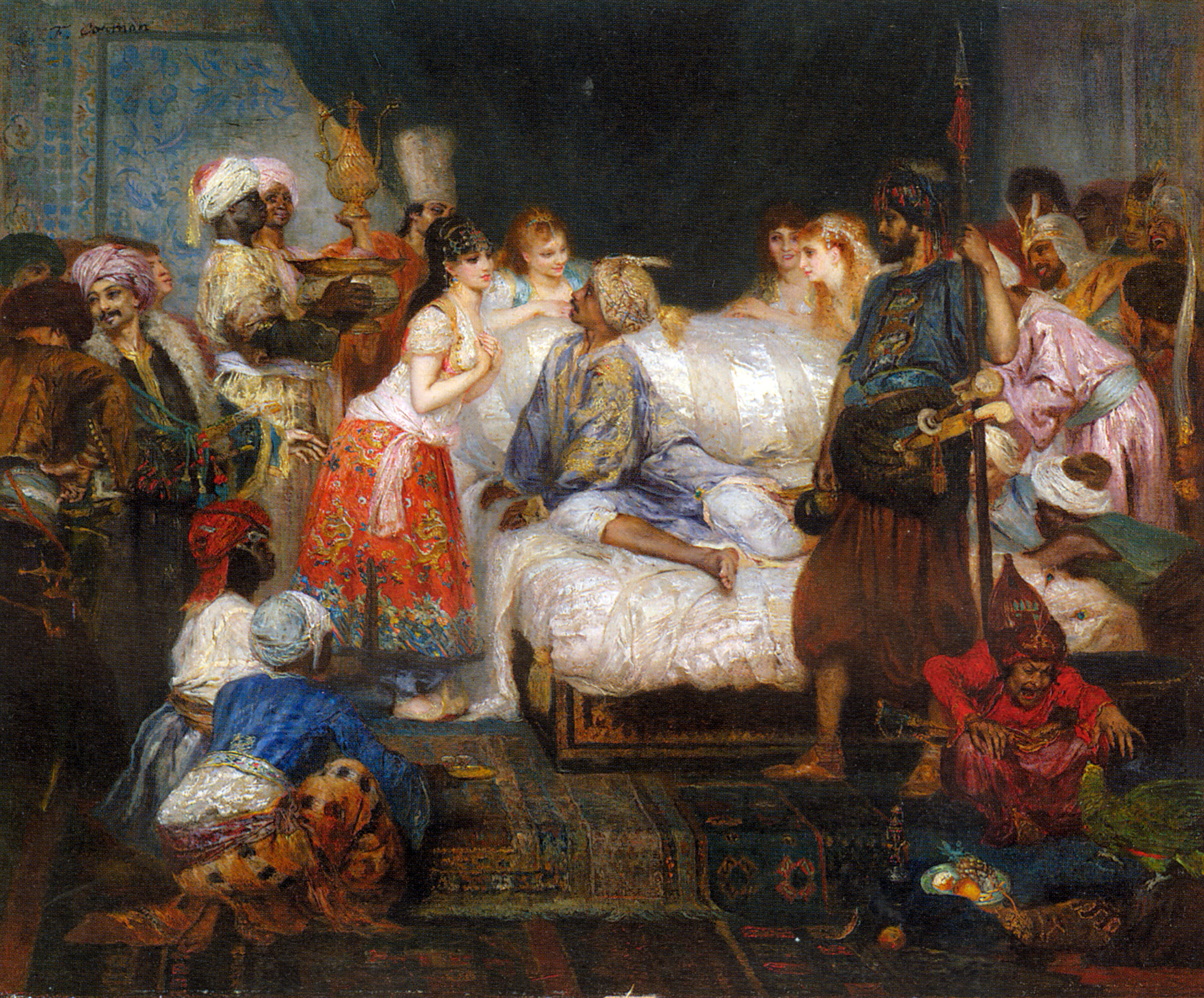
حريم (حوالي 1877)
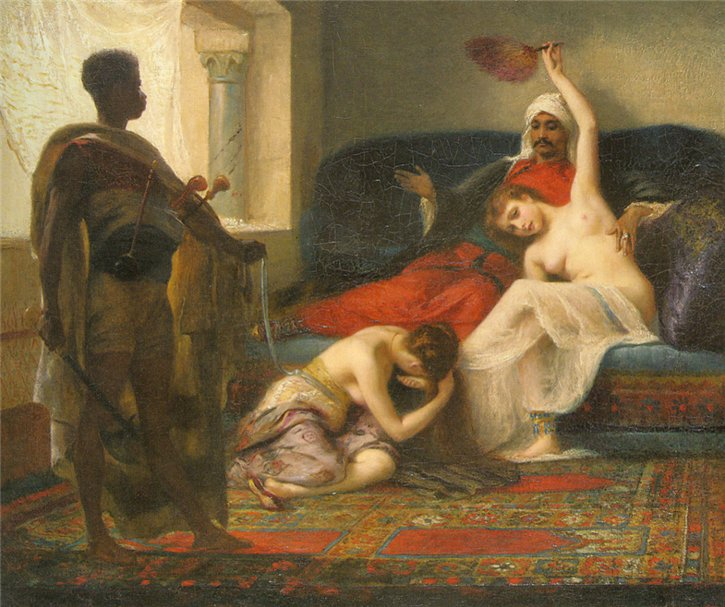
المفضل المخلوع (تاريخ غير معروف)
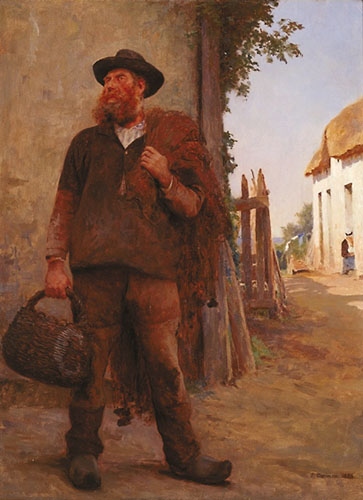
الذهاب للصيد (1888)
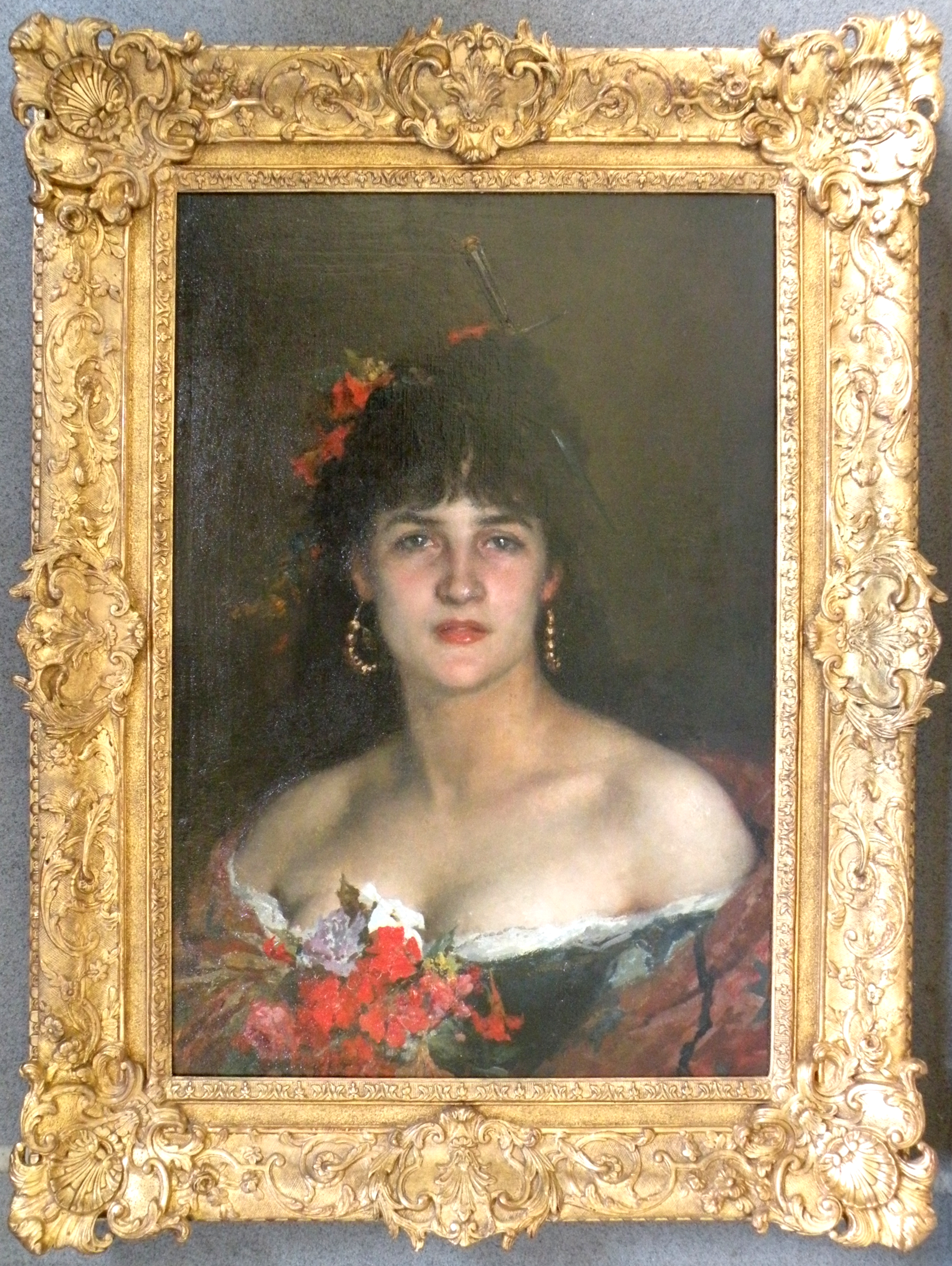
جيتان (1897)

- وفاة رافانا

 ملك لانكا (1875)
- قابيل يهرب أمام

 لعنة يهوه (1880)
- حدادة (1894)
- التوقع (تاريخ غير معروف)
- حريم (حوالي 1877)
- المفضل المخلوع

 (تاريخ غير معروف)
- الذهاب للصيد (1888)
- جيتان (1897)

## روابط خارجية
- ورشة عمل كورمون ~1885 (ملاحظة على سبيل المثال [من اليسار؛ نقوش ذهنية] تولوز لوتريك، تامبييه، أنكيتين؛ الصف الأخير، الثاني بعد النحت، É. برنارد).